# Municipio de Wildhorse (Misuri)
El municipio de Wildhorse (en inglés: Wildhorse Township) es un municipio ubicado en el condado de San Luis en el estado estadounidense de Misuri. En el año 2010 tenía una población de 36725 habitantes y una densidad poblacional de 971,8 personas por km².

## Geografía
El municipio de Wildhorse se encuentra ubicado en las coordenadas 38°34′41″N 90°35′57″O / 38.57806, -90.59917. Según la Oficina del Censo de los Estados Unidos, el municipio tiene una superficie total de 37.79 km², de la cual 37.4 km² corresponden a tierra firme y (1.03%) 0.39 km² es agua.

## Demografía
Según el censo de 2010, había 36725 personas residiendo en el municipio de Wildhorse. La densidad de población era de 971,8 hab./km². De los 36725 habitantes, el municipio de Wildhorse estaba compuesto por el 90.71% blancos, el 2% eran afroamericanos, el 0.19% eran amerindios, el 4.75% eran asiáticos, el 0.03% eran isleños del Pacífico, el 0.64% eran de otras razas y el 1.68% pertenecían a dos o más razas. Del total de la población el 2.55% eran hispanos o latinos de cualquier raza.